# Toggenburgi kecske

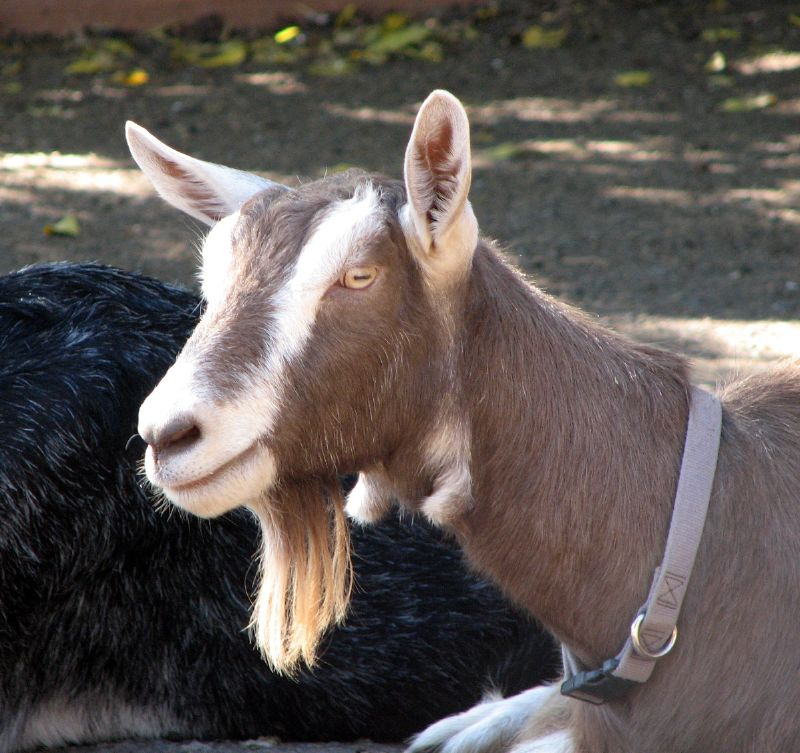
Toggenburgi kecske feje

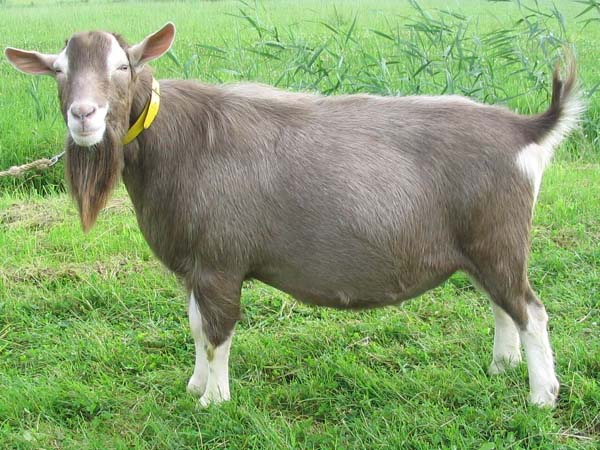
Bak

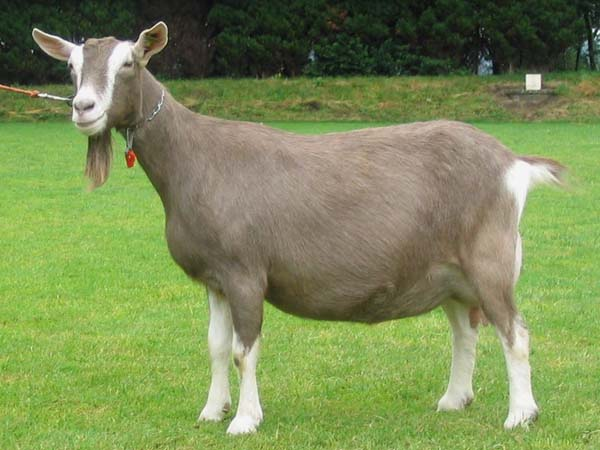
Nőstény

A toggenburgi kecske egy svájci tejelő kecskefajta.

## Eredete
Amint neve is utal rá, ez a kecske a Sankt Gallen kantoni Toggenburgból származik. Egyike a legjobban tejelő kecskefajtáknak; emiatt manapság világszerte több mint 50 országban tenyésztik. Magyarországon viszonylag ritka. Svájcban, Németországban, Hollandiában és a tengerentúl fontos szerepet játszik.
A fajta anyakönyvét 1890-ben kezdték el. Eleinte sötét árnyalatú volt, néha világos mintázattal. Aztán elkezdték keresztezni az appenzeller kecskével és a zergeszínű kecskével. A mai egérszürke színét és fehér mintázatú pofáját, csak a 20. században nyerte el. 2014-ben Svájcban 3000 egyede létezett; ezekből 850 példány Toggenburg környékén; ez nagy visszaesés az 1950-es évektől, amikor is 20 000 toggenburgi kecske élt az országban. 1901-től a St. Gallen Goat Breeders Association nevű szervezet jegyzi fel eme kecskéket. A fajtatisztaságról és annak megőrzéséről pedig a Verein Ziegenfreunde gondoskodik.
A brit toggenburgi kecske tömege valamivel nagyobb és teje jobb minőségű. 2002-ben, 4146 toggenburgi kecskével Új-Zélandon megalakult a New Zealand Dairy Goat Breeders Association.

## Leírása
Alkata az appenzeller kecskéhez hasonló, marmagassága valamivel kisebb, mint a Saanen-völgyi kecskéé; a baké 85 centiméter, a nőstényé 75 cm. A bak testtömege 75 kilogramm, a nőstényé 55 kg. Az állat egyedtől függően lehet szarvval rendelkező vagy szarvatlan (amelyiknek szarva van, az összenőtt vagy aszimmetrikus); egyeseknek „gyöngyei” vagy „bőrcsengettyűi” is vannak (zsíros lógó bőrök a pofa és a nyak között). Színezete a világos barnától az egérszürkéig változik; a pofáján, lábain és farkánál fehér mintázattal.
Évi átlagos tejtermelése 740 liter. A tejnek legalább 3,56%-a zsír és 2,90%-a fehérje kell, hogy legyen.

## Fordítás
- Ez a szócikk részben vagy egészben  a   Toggenburg goat című angol Wikipédia-szócikk ezen változatának fordításán alapul.  Az eredeti cikk szerkesztőit annak laptörténete sorolja fel. Ez a jelzés csupán a megfogalmazás eredetét és a szerzői jogokat jelzi, nem szolgál a cikkben szereplő információk forrásmegjelöléseként.